# تايني تون
تايني تون (بالإنجليزية: Tiny Toon Adventures) هو مسلسل كرتوني ضاحك ظهر في أواخر الثمانينيات 1989, تم إخراجه من إستديوهات Warner Bros. وهي أحد أفضل الشركات في العالم. مخرج العمل ستيفين سبيلبرج، وتدور القصة حول بلدة خيالية من آكمي أكيرس. حيث توجد شخصيات Looney Tunes . حضرت شخصيات أكمي في جامعة Looniversity . تتكون الجامعة من الدعائم الأساسية لها ومنهم (باغز باني، دافي، سيلفستر وغيرهم من الشخصيات الكلاسيكية). وقد تأسست الجامعة لتعليم كيفية جعل الشخصيات الكرتونية لتصبح مضحكة.

## الممثلون
- آمنة عمر – بابز باني
- أيمن السالك – باستر باني
- محمد حداقي
- زياد الرفاعي
- منصور السلطي
- رنا جمول
- فاطمة سعد
- أسيمة يوسف
- عادل أبو حسون
- محمد خرماشو
- قاسم ملحو
- بثينة شيا
- فادي صبيح
- رأفت بازو

## الجوائز
- رشح لأفضل برنامج كرتوني لعام 1992
- رشح لأفضل برنامج كرتوني لعام 1993

## روابط خارجية
- تايني تون على موقع IMDb (الإنجليزية)
- تايني تون على موقع روتن توميتوز (الإنجليزية)
- تايني تون على موقع كينوبويسك (الروسية)
- تايني تون على موقع ألو سيني (الفرنسية)
- تايني تون على موقع قاعدة بيانات الفيلم (الإنجليزية)